# 北美航空NAC-60
北美航空NAC-60是由北美航空提出的一种超音速客機构想，其是第一个上马的美国超音速运输（NST)项目。NST计划的目的是设计生产美国自有的超音速客机  ，并以此抗衡英法合作开发的协和客机和苏联开发的图波列夫Tu-144。 但最终该设计案在与洛克希德公司和波音公司的竞争中败下阵来，整个项目随即被中止。

## 设计
北美航空NAC-60在机头上应用了鸭翼设计，整体看上去就像是放大版的XB-70轰炸机。鸭翼将代替传统的升降舵为机体提供稳定性和操控性。这一点与协和式客机不同，由于协和拥有专门为亚音速飞行优化的三角翼，因此并不需要鸭翼。同时，作为民用机型，NAC-60拥有比XB-70更宽的机身、更大的机翼和更加圆润的机头，并为亚音速飞行做了特别优化。
在所有NST项目的竞标方案中，NAC-60是唯一一个没有采用下垂式头锥的机型，这意味着飞行员在起降时获得的视野会更加有限。同时，NAC-60的航速也不如波音2707和其原型，事实上，在NST计划中，NAC-60的续航里程和载客量均为垫底。

## 性能参数
参考资料：FLIGHT international 
基本信息
- 机组：4名（机长、副机长、领航员、飞行工程师）
- 容量：187名乘客或35,000磅（15,876）负载
- 長度：195英尺（59）
- 翼展：121英尺（37）
- 高度：48英尺（15）
- 最大起飛重量：480,000英磅（217,724）
- 发动机：4台具备后燃器的涡喷发动机

性能
- 最大速度：1,520節（1,749英里每小時；2,815每小時）
- 最大速度：2.65馬赫
- 航程：3,389海里（3,900英里；6,276）